# La Vierge, les Coptes et moi...
Pour plus de détails, voir Fiche technique et Distribution.
La Vierge, les Coptes et moi... est un film franco-égypto-qatari réalisé par Namir Abdel Messeeh, sorti en 2011.

## Synopsis
À la suite du visionnage d’une cassette vidéo censée présenter une apparition de la Vierge Marie dans le clocher d’une église du Caire devant des milliers de fidèles, Namir, issu d’une famille copte (chrétiens d’Égypte), part sur place pour recueillir des témoignages et des preuves photographiques.
La direction de Église copte orthodoxe ne l’ayant pas aidé dans sa recherche et les témoignages recueillis étant insuffisants, il décide de partir pour Assiout, où se tient une grande fête en l’honneur de la Vierge, et de retrouver sa famille maternelle dans le village d’Om Doma (Umm Dumah), entre Assiout et Sohag.
Accueilli chaleureusement par sa famille et ses voisins, il leur fait part de son projet de recréer avec leur aide une apparition de la Vierge. Son producteur lui coupe les fonds à ce moment et il doit revenir en France.
Il retourne par la suite à Om Doma avec sa mère Siham, ancienne chef comptable au Qatar, qui gère la trésorerie du tournage. Avec l’aide des villageois, rapidement formés au métier d’acteur, du clergé copte local qui aide au casting de la jeune fille qui va jouer la Vierge et de la technique informatique, la fin du film peut être tournée et représentée devant le village.

## Fiche technique
- Titre : La Vierge, les Coptes et moi...
- Réalisation : Namir Abdel Messeeh
- Scénario : Namir Abdel Messeeh, Nathalie Najem et Anne Paschetta
- Photographie : Nicolas Duchene
- Son : Julien Sicart
- Montage : Sébastien de Sainte Croix
- Musique : Vincent Ségal
- Sociétés de production : Oweda Films, Doha Film Institute (Qatar), Maison de l'Image Basse-Normandie
- Sociétés de distribution : Sophie Dulac Distribution, K-Films Amérique (Québec)
- Budget : 509 501 €[2]
- Pays d'origine :  France,  Égypte,  Qatar
- Langue originale : arabe, français
- Format : couleur — 35 mm — 1,85:1 — son Dolby SRD
- Genre : comédie, documentaire
- Durée : 91 minutes
- Dates de sortie :
  - Qatar : 27 octobre 2011
  - France : 29 août 2012
  - Belgique : 1er octobre 2012
  - Québec : 23 novembre 2012

## Distribution
- Namir Abdel Messeeh : lui-même
- Siham Abdel Messeeh : elle-même, mère de Namir

## Production
Comme il est mentionné au générique de fin, le tournage a eu lieu avant la révolution égyptienne de 2011, étalé sur trois ans, suivi d'un montage lui-même étalé sur un an.

## Accueil

### Accueil critique
Le magazine américain Variety établit un parallèle entre la minorité copte en Égypte et la minorité égyptienne en France, félicitant au passage le montage du film. Pour Slant Magazine, la mise en scène amène le film à un « climax satisfaisant ».
Le Huffington Post salue la décision du réalisateur de garder la séquence filmée en 2010, avant la révolution égyptienne de 2011. Pour la revue catholique américaine America, « la population copte est maintenue par un sens partagé de l'abnégation et de foi inébranlable, la foi qui reste une force de ralliement pour les Coptes sur l'écran en dépit de leur statut de victimes comme une minorité religieuse ».
En France, le film reçoit des critiques globalement positives, notamment sur le site Allociné, avec une note de 3,5 sur 5 par la presse et de 3,9 étoiles sur 5 par les spectateurs.

### Box-office
Lors de son premier jour d'exploitation, le film fait 14 088 entrées pour un total de 55 233 entrées sur le territoire français.

## Distinctions
Sauf mention contraire, les informations mentionnées proviennent d'Allociné.

### Récompenses
- Festival du film francophone de Tübingen 2012 :
  - Prix du public de Tübingen
  - Prix d'aide à la distribution
- Journées cinématographiques de Carthage 2012 : Tanit d'argent - Documentaires

### Nominations
- Berlinale 2012 : troisième prix au Panorama Audience Award
- ACID 2012 : catégorie longs métrages
- Festival du film grolandais de Quend - Toulouse, 2012 : hors compétition
- Festival international du film de Dieppe 2012 : sélection officielle
- Festival international du film francophone de Namur 2012 :
  - Bayard d'or de la meilleure première œuvre
  - Prix découverte
  - Prix du public long métrage fiction de la ville de Namur